# Đơn chất

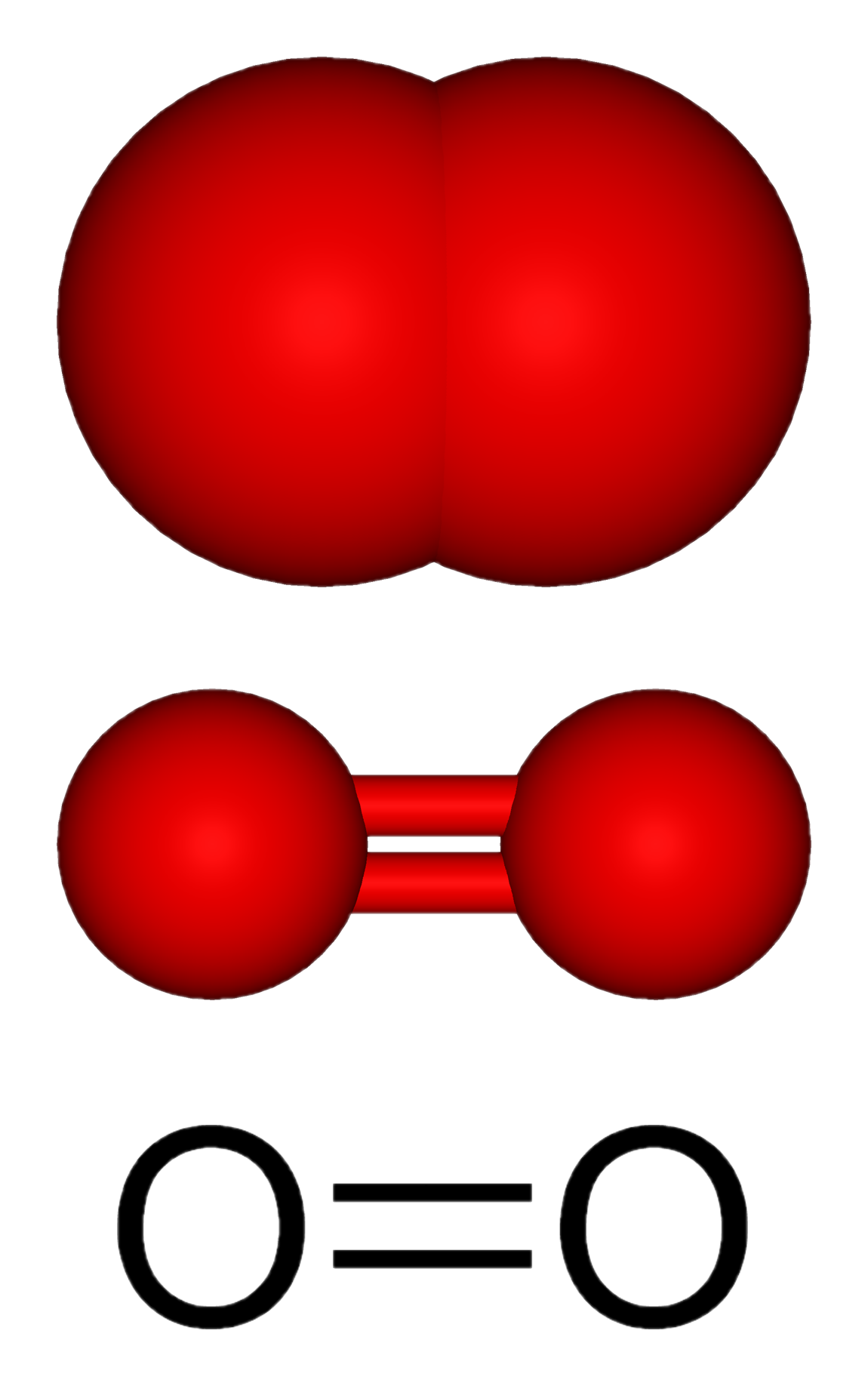
Khí ôxi (O_{2}), 1 đơn chất hóa học điển hình

Trong hóa học, đơn chất là chất được tạo từ 1 hay nhiều nguyên tử của cùng 1 nguyên tố hóa học.

## Một số loại đơn chất

### Đơn chấtkim loại
Cấu tạo từ nguyên tử, dẫn điện, dẫn nhiệt tốt, có ánh kim, dễ uốn nắn...
- Lithi (Li), Natri (Na), Kali (K)...
- Beryli (Be), Magnesi (Mg) Calci (Ca), Bari (Ba)...
- Nhôm (Al), Mangan (Mn), Kẽm (Zn), Chromi (Cr), Sắt (Fe), Cobalt (Co), Nickel (Ni), Thiếc (Sn), Chì (Pb)...
- Đồng (Cu), Thủy ngân (Hg), Bạc (Ag), Platin (Pt), Vàng (Au)...
Tính chất hóa học:
- (trừ Au, Pt) Tác dụng với oxy ở nhiệt độ thường hoặc nhiệt độ cao tạo thành oxide (thường là oxide base).
- (trừ Au, Pt) Tác dụng với phi kim khác ở nhiệt độ cao tạo thành muối.
- (Mg, Al, Mn, Zn, Cr, Fe, Co, Ni, Sn, Pb) tác dụng với dung dịch acid (HCl, H2SO4 loãng) tạo thành muối và H2.
- Kim loại hoạt động mạnh (trừ nhóm I và Ca, Ba...) đẩy kim loại yếu ra khỏi dung dịch muối.

### Đơn chấtphi kim
Cấu tạo từ nguyên tử hoặc phân tử, dẫn nhiệt, dẫn điện kém (trừ than chì)... Tồn tại ở cả ba trạng thái:
- Trạng thái rắn: than chì và kim cương (C), Bo (B), Silic (Si), Phosphor (P), Lưu huỳnh (S)...
- Trạng thái lỏng: Brom (Br2)...
- Trạng thái khí: Hydro (H2), Heli (He), Nitơ (N2), Oxy (O2), Ozon (O3), Fluor (F2), Neon (Ne), Chlor (Cl2), Argon (Ar)...
Tính chất hóa học:
- Tác dụng với oxy tạo thành oxide (thường là oxide acid).
- Tác dụng với kim loại ở nhiệt độ cao tạo thành muối hoặc oxide.
- Tác dụng với hydro tạo thành hợp chất khí.

### Đặc điểm cấu tạo
- Trong đơn chất kim loại, các nguyên tử sắp xếp khít nhau và theo 1 trật tự nhất định.
- Trong đơn chất phi kim, các nguyên tử thường liên kết với nhau theo một số nhất định và thường là 2.

## Liên kết hóa học của đơn chất
Trong những đơn chất gồm nhiều nguyên tử, liên kết hóa học giữa các nguyên tử là liên kết cộng hóa trị không phân cực.